# Dócs Dávid
Dócs Dávid (Balassagyarmat, 1987. február 25. –) politikus, országgyűlési képviselő, az Országgyűlés jegyzője, az Országgyűlés Mezőgazdasági Bizottságának, Nemzeti Összetartozás Bizottságának tagja, a Hungarikum Bizottság Országgyűlés által delegált tagja.
Alelnöke az Országgyűlés Magyar-Lengyel Baráti Csoportjának és tagja az Országgyűlés Magyar-Bolgár Baráti Csoportjának is.
A Mi Hazánk Mozgalom egyik alapítója, alelnöke és Nógrád vármegyei elnöke, 2015-től 2022-ig Cserháthaláp polgármestere.

## Család, származás
Házas, négy gyermeke van (Koppány, Kincső, Korvin, Kolos Kán), felesége Dócsné Sávolyi Henriett.
Felmenőire – nagy részük kulák, módos gazda, malomtulajdonos, birtokos és nemes volt – nagyon büszke, övék a falu temetőjében az egyetlen kápolna, ami 1888-ban épült.

## Gazdasági tevékenység
Aktív gazdálkodó, polgármestersége mellett erdő és mezőgazdasággal, állattenyésztéssel is foglalkozik, kis családi birtokukon. A Nemzeti Agrárgazdasági Kamaránál nyilvántartott gyakorlati képzőhelyet tart fenn, erdészeti és vadgazdálkodási technikus képzésben résztvevőknek. Maga is ilyen képzettséggel rendelkezik. Korábban a vasútnál dolgozott.

## Politikai pályája
A 2014-es magyarországi önkormányzati választáson függetlenként lett önkormányzati képviselő, mindössze 1 szavazattal lemaradva a polgármesterségről. 2015. augusztus 9-én időközi választást tartottak Cserháthalápon, ahol a Jobbik polgármester-jelöltjeként a legtöbb szavazattal őt választották meg polgármesternek.
A 2018. évi országgyűlési választást és a Jobbik tisztújító kongresszusát követően sok más tagtársához hasonlóan kilépett a Jobbikból és alapító tagként részt vett a Mi Hazánk Mozgalom megalapításában, amelynek elnökségi tagja, alelnöke lett.
A 2019-es magyarországi önkormányzati választáson a Mi Hazánk–MIÉP–FKgP jelöltjeként 78,99 %-os eredménnyel ismét Cserháthaláp polgármesterévé választották. E tisztségéről 2022. májusban országgyűlési képviselői mandátumának átvétele után lemondott.
A 2019-es magyarországi önkormányzati választáson a Mi Hazánk Nógrád megyei listavezetőjeként mandátumot nyert a Nógrád Megyei Önkormányzat Képviselő-testületébe. Nógrád Megyei Önkormányzat képviselője, ahol a Nógrád Megyei Önkormányzatban a Területfejlesztési Bizottság alelnöki tisztségét is betöltötte lemondásáig. Vasutas múltját nem tagadja meg: megyei képviselőként a nógrádi vasút megtartásáért emelt szót. 2019-től tagja volt a Nógrád megyei értéktár bizottságnak is. Megyei önkormányzati képviselői mandátumáról 2022. májusban országgyűlési képviselővé válása miatt lemondott.
2020. augusztus 22-én a Mi Hazánk Mozgalom tisztújító kongresszusán a párt alelnöki tisztségére újraválasztották, majd a 2022.09.24-i tisztújító kongresszuson ismét megerősítették e tisztségében.
A pártban Heves-Nógrád vármegyei elnöki, választókerületi elnöki és regionális igazgatói tisztséget is betölt, mellette a mezőgazdasági kabinet elnöke is.
A 2022-es magyarországi országgyűlési választáson a Nógrád megyei 2. sz. országgyűlési egyéni választókerületben a Mi Hazánk Mozgalom országgyűlési képviselőjelöltjeként indult, és a Mi Hazánk Mozgalom országos listájának 6. helyéről országgyűlési képviselői mandátumot szerzett.
Az Országgyűlés 2022. május 2-i alakuló ülésén Dócs Dávidot az Országgyűlés jegyzőjének, továbbá a Mezőgazdasági bizottság tagjának megválasztotta.

## Palóc értékőrzés
Dócs Dávid sokat tesz a palócok hagyományainak megőrzéséért. Ennek jegyében főszervezője volt a 2018-ban Cserháthalápon megszervezett V. Palóc Világtalálkozónak.
Az Ipoly-menti Palócok Térségfejlesztő Egyesület felügyelő bizottságának tagja.
2019-ben avatták föl a cserháthalápi palóc tájházat, amit a helyi hagyományokat is bemutató korhű tárgyakkal rendeztek be.

## Szabadidő, hobbi
Természetimádó, családjával kirándul, lovagol és vadászik, ha teheti.